# Svenzea flava
Svenzea flava är en svampdjursart som först beskrevs av Marcus Lehnert och van Soest 1999.  Svenzea flava ingår i släktet Svenzea och familjen Dictyonellidae.
Artens utbredningsområde är Jamaica. Inga underarter finns listade i Catalogue of Life.